# 鳥山真翔
鳥山 真翔（とりやま まなと 1989年9月5日（35歳）-）は、日本の歌手、ボイストレーナー。株式会社スイッチオブボイス代表取締役。ケイダッシュ グループ アワーソングス所属。

## 来歴
・1989年(平成元年)、東京都練馬区出身。
・2010年(平成23年)、ボーカルスクール「switch of voice」を設立。
・2017年(平成29年)、「株式会社スイッチオブボイス」を設立。同年、ベトナム人同性パートナーと同性婚結婚式をあげ、日本テレビ「スッキリ！」で紹介される。
・2018年(平成30年)、フジテレビ「ノンストップ！」へ出演を機に、「美顔ボイトレ」の第一人者として、
多くのメディア出演をする。同年11月、著書『美顔ボイトレ〜声を出すたびに美しくなる〜』(祥伝社）発行。
・2019年(令和元年)、自身の同性婚までの日々を追ったドキュメンタリー映画『ぼくと、彼と』がHUMAXシネマズにて劇場公開。
・2020年(令和2年)、DVD『美顔ボイトレ〜声を出すたび美しく〜』（テイチクエンタテインメント）をリリース。
・2021年(令和3年)、「人の声が色で見える」という特殊な共感覚と「多次元数秘術」を合わせた独自の占術『声色数秘術』を考案。占い師となる。

## ディスコグラフィー

### シングル
| 枚  | 発売日         | タイトル           | レーベル        |
| --- | -------------- | ------------------ | --------------- |
| 6th | 2015年4月14日  | 海                 | Switch Of Voice |
| 7th | 2016年6月26日  | 雨アゲテ、恋タカク | SOV             |
| 8th | 2019年9月6日   | COLORFUL           | Switch Of Voice |
| 9th | 2019年11月11日 | 例えば、俯く君へ   | Switch Of Voice |

## テレビ出演
- [3]マツコ会議 - 「声で人生を変えたい女性殺到！ボイススクール」に出演。
- 土曜はナニする！？-「予約が取れない10分ティーチャー」に出演。
- ノンストップ! - 「ボイストレーニングで声美人＆シワ撃退」に出演
- 超問クイズ！真実か？ウソか？-「小顔になる美顔ボイトレの方法！高橋ユウが挑戦！」
- お願い!ランキング - 「弘中美活部〜劇的に小顔になるボイストレーニング〜」
- スッキリ
- [4]ひるまえほっと -「大人にも変声期！？乗り越えるには」
- [5]おはよう朝日です -「けさのクローズアップ！」
- [6]CAST -「喜多ゆかりにお任せください！美顔ボイトレ」

## 著書
- [7]『美顔ボイトレ 声を出すたびに美しくなる 』2018年11月1日、祥伝社発行
- [8]『痩せる呼吸法』2017年4月27日、エイ出版社発行